# Erik Lindegren
Johan Erik Lindegren (Luleå, 5 augustus 1910 - Stockholm, 31 mei 1968) was een Zweedse schrijver en vertaler; ook had hij een zetel (nr. 17) in de Zweedse Academie (1962-1968). Erik Lindegren was literair recensent bij de Zweedse kranten Stockholms-Tidningen, BLM en Dagens Nyheter. Daarnaast was hij van 1948 tot 1950 redacteur bij het tijdschrift Prisma.

## Leven
Lindegren werd in 1910 geboren in Luleå, een stad gelegen in het landschap Norrbotten in het noordwesten van Zweden. Zijn vader, Ernst Tullius Lindegren (1880-1953), was ingenieur bij de Zweedse nationale spoorwegen Statens Järnvägar (SJ). En zijn moeder, Alma Elfgren (1888-1944), was huisvrouw en kwam uit een familie uit Värmland met Waalse voorouders. Erik had twee jongere zussen, Anna Elisabet (1911) en Gerda (1913). Erik Lindegren was de kleinzoon van componist Johan Lindegren.
In 1916 verhuisde het gezin naar het in Zuid-Zweden gelegen Malmö, waar ze onder armoedige omstandigheden leefden. Erik Lindegren ging in Malmö voor het eerst naar de lagere school, maar moest die voortzetten in het noordelijke Kiruna, daar het gezin in 1919 opnieuw verhuisde. Omdat Kiruna geen gymnasium had, verhuisde Erik in 1926 naar Östersund en ging er in de kost bij een tante van moeders kant. In Östersund blonk Lindegren uit in diverse sporten, zoals sprinten en handbal; hij kwam zowel uit voor IFK Östersund als voor het schoolteam.
Al op jonge leeftijd had Erik Lindegren interesse in literatuur en muziek. Tot zijn vreugde werd hij in 1928 als lid verkozen van de literaire vereniging ÖGF Lyran, verbonden aan het gymnasium van Östersund. Dit lidmaatschap inspireerde Lindegren om zijn eigen gedichten uit te brengen in het verenigingstijdschrift Heimdall. Tijdens zijn middelbareschoolperiode las hij moderne literatuur, van Zweedse dichters als Bo Bergman, Erik Lindorm, Dan Andersson, Harriet Löwenhjelm, Erik Blomberg en Pär Lagerkvist; maar ook werken van de filosofen Bergson en Nietzsche maakten indruk op hem. In zijn examenjaar kreeg hij drie bloemlezingen in handen met Engelse, Franse en Duitse gedichten in hun oorspronkelijke taal. Zo maakte hij kennis met Baudelaire en Keats, die de rest van zijn schrijversleven levendige inspiratiebronnen zouden blijven. Ook de in 1929 verschenen bloemlezing Fem unga (Vijf jongens), met werk van Artur Lundkvist, Harry Martinson, Erik Asklund, Gustav Sandgren en Josef Kjellgren, beïnvloedde Lindegrens poëzie sterk.
In 1931 begon Erik Lindegren met de studies filosofie en literatuurgeschiedenis aan de Universiteit van Stockholm. Hij verdiepte zich er in werken van Freud, Dostojevski, Thomas Mann, Hermann Hesse, DH Lawrence, Knut Hamsun en Oswald Spengler. De actualiteiten over cultuur en literatuur volgde hij via tijdschriften als Spektrum. Daarin las hij Karin Boyes en Erik Mestertons vertaling van TS Eliots gedicht Det öde land (The waste land). Wat de eigentijdse Zweedse dichters betrof, bleef zijn belangstelling uitgaan naar Artur Lundkvist en Harry Martinson. Vooral Gunnar Ekelöfs Sent på jorden (Laat op aarde) en het door hem vertaalde boek Het Franse surrealisme zouden hun stempel gaan drukken op Lindegrens poëzie.
In 1941 huwde hij Laila Bill (1911-1987). Samen kregen zij twee kinderen: Barbro Lindegren (1938) en historicus Jan Lindegren (1949), hoogleraar geschiedenis aan de Universiteit van Uppsala. Na zijn echtscheiding huwde Erik Lindegren in 1950 Karin Bergqvist (1924-2012), die later professor werd aan de kunstacademie in Stockholm (vanaf 1988) en drager van de Litteris et Artibus - een Zweedse koninklijke medaille, uitgereikt in 1986 voor verdiensten voor de kunst en literatuur.
Erik Lindegren overleed in 1968 aan alvleesklierkanker. Hij is begraven op de begraafplaats Ingarö, ten oosten van Stockholm. Zijn grafsteen draagt de inscriptie ”Cor cordium” (“Hart des hartens”).

## Werk
Lindegren debuteerde in 1935 met de poëziebundel Posthum-ungdom (Postume jeugd). Belangrijk voor Lindegrens poëzie van die tijd was de laatste poëziebundel van de Zweedse zanger en schrijver Birger Sjöberg (1885-1929), Kriser och kranser. Daarnaast was zijn interesse gewekt voor het Fins, Frans en Engels modernisme. Samen met Karl Vennberg (zijn latere zwager) bestudeerde en vertaalde hij Murder in the cathedral van TS Eliot. Lindegrens belezenheid in buitenlandse, modernistische poëzie kwam voort uit zijn werk als vertaler en recensent, alsmede uit persoonlijke contacten met Artur Lundkvist en de Fins-Zweedse modernisten. Een van die laatste, Rabbe Enckell, werd zijn poëtisch mentor.
Na enkele jaren hard werken om zijn eigen poëziestijl te ontwikkelen, terwijl hij tegelijkertijd van schrijven en recenseren wilde leven, kwam voor Lindegren in 1939 de doorbraak. Zijn gedichten waren gecomprimeerder, beeldenrijker en ritmischer dan ooit. Hij raakte onder de indruk van een gedicht van Lawrence Durrell, The Sonnets of Hamlet (1939), en dat hielp hem met de metriek in zijn eigen werk. Met de absurditeit en onverschilligheid voor het menselijk leven uit de eerste maanden van de Tweede Wereldoorlog als achtergrond, ontstond de eerste versie van Mannen utan väg (De man zonder weg) in augustus 1940. Lindegren stuurde deze dichtbundel naar de Stockholmse uitgever Bonnier en kreeg onmiddellijk een keiharde afwijzing terug. Via zijn vriend Artur Lundkvist hoorde hij later dat zijn gedichten in de uitgeverij waren gereciteerd alsof het zotteklap was. Een selectie werd in 1941 gepubliceerd in het Zweedse tijdschrift Horisont. Verder verscheen weinig van Lindegrens hand in druk. Het lijkt erop dat hij toentertijd financieel flink gesteund werd door zijn vader, die ook de uitgave in eigen beheer van De man zonder weg bekostigde.
Stig Ahlgren pikte hem in 1942 op en gaf hem een baan bij het cultuurblad Aftontidningen, waar hij cultureel directeur was. Hier kreeg Erik Lindegren een forum en toonde zich een scherp en stijlvol recensent met een ongewoon internationale uitstraling.
Door zijn overweldigende beelden, de rijkdom aan associaties en de tekening van het eigentijdse werd De man zonder weg een belangrijk werk voor het fyrtiotalisme en het Zweedse modernisme (waarvoor ook Stig Dagerman, Karl Vennberg en Werner Aspenström zich als protagonisten zouden opwerpen). Bij eerste publicatie bleef de bundel vrijwel onopgemerkt, maar in de jaren daarna werd het een soort cultboek. In 1945 bracht Bonnier alsnog een nieuwe editie uit. Naar aanleiding daarvan riepen Sten Selander en Karl Vennberg op tot een brede discussie over poëzie, taal en onbegrijpelijkheid.
De volgende bundel, Sviter (Suites), werd uitgegeven in 1947. Hierin liet Lindegren zich van een andere kant zien, als liefdesdichter met veel verwijzingen naar de 19de-eeuwse Engelse en Duitstalige Romantiek. Deze dichtbundel werd in Zweden meteen al beschouwd als het lyrisch hoogtepunt van de jaren veertig. In 1954 verscheen Vinteroffer (Winteropoffering); het zou zijn laatste poëziebundel blijken te zijn. De rest van de jaren vijftig en in de jaren zestig werkte hij namelijk als opera librettist. Hij paste, bijvoorbeeld, de tekst van Harry Martinsons Ritmes aan en die van Giuseppe Verdi's Un ballo in maschera (zie § Andere kunstvormen).
Bij Prisma spande Lindegren zich als hoofdredacteur en veelzijdige schrijver in om "een studie naar de diverse, hedendaagse kunstvormen" te bewerkstelligen. Hieraan droegen Karl-Birger Blomdahl, Hjalmar Gullberg en Ilmar Laaban bij. In dat licht vertaalde hij werken van Saint-John Perse, Rainer Maria Rilke, TS Eliot, Dylan Thomas, Nelly Sachs en William Faulkner naar het Zweeds (zie § Bibliografie).
In 1962 werd Erik Lindegren verkozen in de Zweedse Academie (op stoel nr.17), als opvolger van secretaris-generaal van de VN, Dag Hammarskjöld, die het voorgaande jaar uit de lucht was geschoten op weg naar onderhandelingen voor een staakt-het-vuren in Rhodesië. Van 1964 tot aan zijn dood was Lindegren lid van het Nobelcomité. Hij werd opgevolgd door schrijver Johannes Edfelt, die Lindegren in de herdenkingsrede bij zijn installatie herdacht met de woorden: "Erik Lindegren beschouw ik eerst en vooral als een zuiver poëtisch instrument, een dichter met een beeldenscheppend vermogen van een in Zweden zelden bereikte intensiteit."
Hij ontving diverse prestigieuze prijzen, waaronder de Bellman-prijs en de De Nios stora-prijs.

## Poëzie
In de poëzie van Erik Lindegren zijn vier stadia te onderscheiden. Het eerste stadium wordt gekenmerkt door de jeugdige esthetiek van het debuut. Terwijl het tweede de kenmerken draagt van de sterk modernistische thematiek uit De man zonder weg, waarin het Lindegrens ambitie was om de tijdgeest een stem te geven. De derde fase, rond de bundel Suites, is een soort romantisch classicisme, waarin het streven was om de complexiteit van de passies en emoties die het leven met zich meebrengt, tot uitdrukking te brengen. De vierde fase betreft Lindegrens symbolische en metapoëtische (poëziebeschouwende) laatste fase, waarin zijn interesse niet primair uitging naar de gevoelens zelf, maar waarin hij zocht naar mogelijkheden om die poëtisch tot uitdrukking te brengen.
Waar Postume jeugd nog traditionele gedichten bevatte, grotendeels beïnvloed door het modernisme uit de jaren dertig, liet Lindegren zich de volgende jaren inspireren door modernistische poëzie, surrealisme en het uitbreken van de Tweede Wereldoorlog. De gedichten in De man zonder weg bevatten een sterke symmetrie; elk van de veertig gedichten bestaat uit zeven strofen met elk twee regels en disharmonische, surrealistisch gekleurde beeldspraak. Door dit contrast wilde Lindegren adequaat uitdrukking geven aan de gevoelens die het leven destijds opriep. Hij noemde deze samenhang van symmetrie en disharmonie "geëxplodeerde sonnetten", dat wil zeggen sonnetten zonder rijm, maar met behoud van hun traditionele aantal regels.
Het romantisch classicisme in het lyrisch juweeltje Suites (1947) was gevarieerder, met zowel gedichten uit de oorlogsjaren als nieuwe die een romantische kant van Lindegrens poëzie toonden in een reeks liefdesgedichten, waaronder het fameuze Arioso.
Het algemene thema van Winteropoffering (1954) is de opofferingsbereidheid van de kunst en het streven naar een poëzie die het onuitsprekelijke tot uitdrukking brengt; waarmee wel de ‘werkelijkheid’ geweld aangedaan kan worden. Na Vinteroffer stopte Lindegren met het schrijven van poëzie.

## Andere kunstvormen

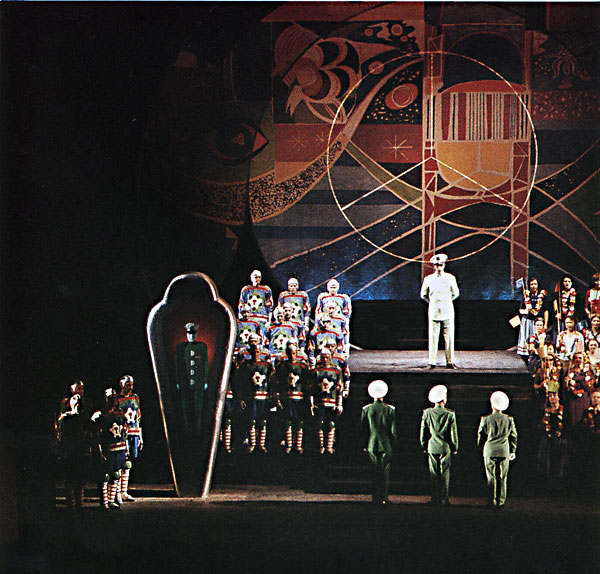
De première set van Aniara in de Kungliga Operan in 1959 met libretto van Lindegren (foto: Lennart Olson)

Lindegrens brede culturele interesse resulteerde in samenwerking met de kunstenaars van de Halmstad-groep, van wie hij schilderijen vertaalde naar gedichten (Deviser, 1947). Ook werkte hij intensief samen met de Zweedse componist Karl-Birger Blomdahl, die bij zijn gedichten het orkestrale Pastoralsvit componeerde (1948) en in 1953 het oratorium I speglarnas sal (In de spiegel van de spiegels), naar gedichten uit De man zonder weg. Verder schreef hij met choreograaf Birgit Åkesson libretto’s voor de ballades Sisyfos (1954), Minotaurus (1958) en Riter (1961).
Lindegren had grote interesse in muziek en was in de jaren vijftig en zestig vooral actief als opera librettist. Hij verwerkte Harry Martinsons vers-epos ‘Aniara’ tot libretto voor de gelijknamige opera van Karl-Birger Blomdahl. Een andere samenwerking met Blomdahl resulteerde in het libretto voor de opera ‘Herr von Hancken’, naar de roman van Hjalmar Bergman. Zijn bekendste prestatie op dit gebied was de nog vaak gespeelde Zweedse versie van de opera ‘Maskeradbalen’. Lindegren verplaatste het verhaal naar het hof van Gustav III, zoals componist Giuseppe Verdi oorspronkelijk had bedoeld. Lindegren kon de tijdgeest goed weergeven, onder meer door citaten uit de Zweedse achttiende-eeuwse lyriek te gebruiken, bijvoorbeeld van de hand van Johan Henric Kellgren. Hij maakte in 1961 ook een nieuwe vertaling van Mozarts opera Don Giovanni.

## Nalatenschap
Erik Lindegren wordt beschouwd als een van de belangrijkste schrijvers van het Zweedse modernisme. Over zijn poëzie zijn verschillende verhandelingen geschreven, onder meer door de Zweedse literatuurwetenschappers Anders Cullhed en Roland Lysell. In Erik Lindegrens honderdste geboortejaar, 2010, verschenen Erik Lindegrens Verzamelde Gedichten bij uitgeverij Themis. Dat verzameld werk bevat ook gedichten die nog niet eerder in boekvorm waren gepubliceerd.
De Erik Lindegren-prijs wordt sinds 1992 om de twee jaar uitgereikt. In 2009 werd deze toegekend aan Tomas Tranströmer.

## Prijzen en onderscheidingen

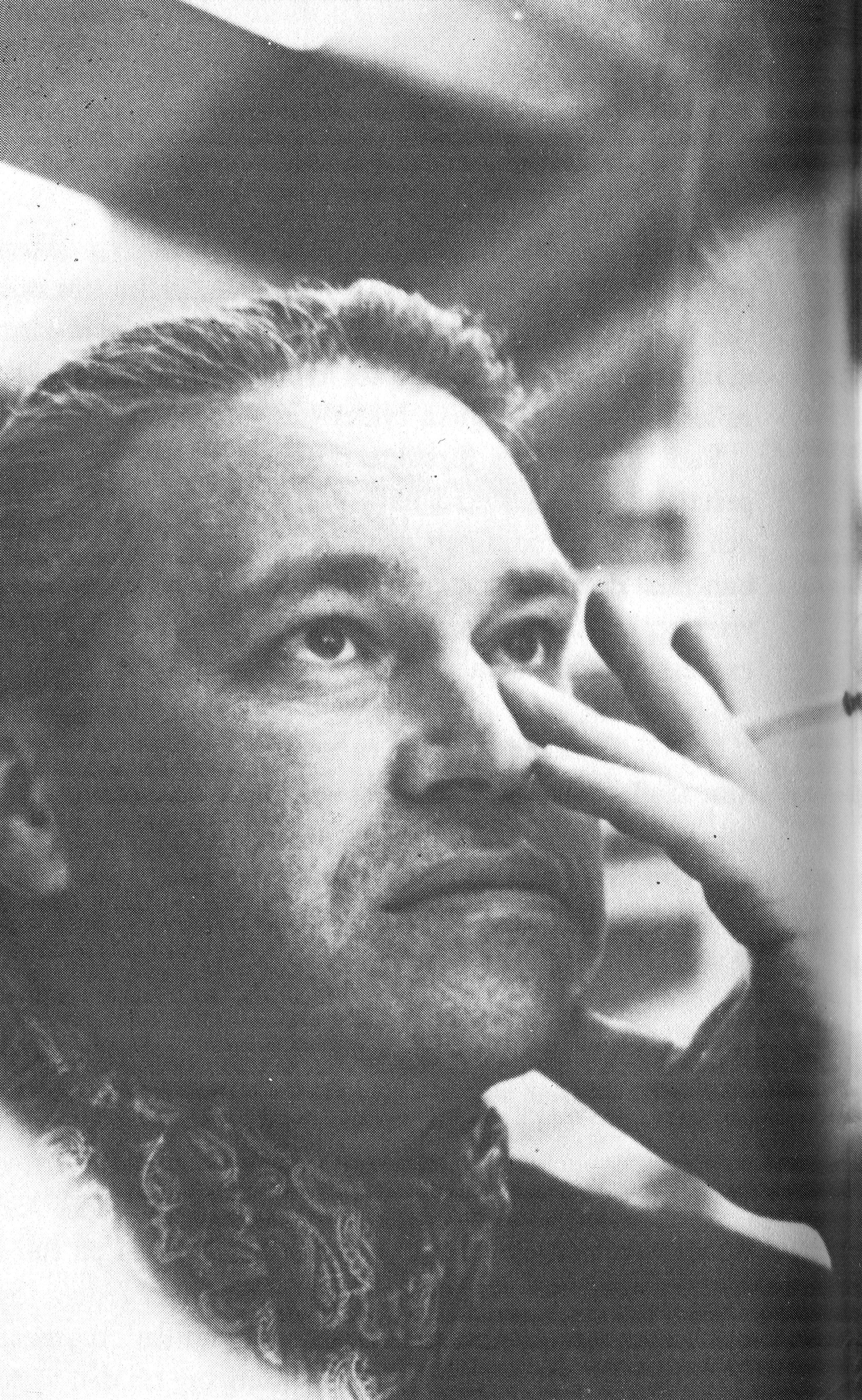
Erik Lindegren in de jaren veertig (foto: Gunnar Brandell)

- 1947 - De literatuurprijs van Svenska Dagbladet
- 1953 - Boklotteriet stipendium
- 1954 - De grote prijs ter promotie van de literatuur
- 1958 - Bellman-prijs
- 1961 - De Nios Stora-prijs
- 1961 - Literatuurprijs van Östersunds-Posten
- 1963 - Signe Ekblad-Eldh-prijs

## Secundaire literatuur
- Sandgren, Folke (1971). Erik Lindegren; en bibliografi. Acta Bibliothecae regiae Stockholmiensis, 0065-1060; 10e Stockholm: Kungl. Bibl. Libris 8081764[12]
- Cullhed, Anders (1982) Tiden söker sin röst: studier kring Erik Lindegrens Mannen utan väg Stockholm, Bonnier. (Zweeds) ISBN 91-0-045712-4 (Libris 8345124)
- Lysell, Roland (1982) Dokumentation till Erik Lindegrens Mannen utan väg Stockholm, Institutionen för litteraturvetenskap, Univ. (Libris 351770)
- Lysell, Roland (1982) Dokumentation till Erik Lindegrens Sviter Stockholm, Institutionen för litteraturvetenskap, Univ. (Libris 351767)
- Lysell, Roland (1985) Dokumentation till Erik Lindegrens Vinteroffer Stockholm, Institutionen för litteraturvetenskap, Univ. (Libris 533595)
- Lysell, Roland (1983) Erik Lindegrens imaginära universum Bodafors, Doxa. ISBN 91-578-0168-1 (Libris 7437148)
- Peter Hamm: Zur Kunst des Unmöglichen bekenne ich mich. Die schwedischen Lyriker Gunnar Ekelöf und Erik Lindegren. In: Die Zeit, Nr. 42/1963
- Ulf Wittrock: Erik Lindegren. In: Nordische Literaturgeschichte. Band II. Fink, München 1984, ISBN 3-7705-2105-6
- Walter W. Nelson (2011) Essays on Thorkild Björnvig, Eyvind Johnson, Harry Martinson and Erik Lindegren. Lund, Walter W. Nelson.